# Théodoric le Grand
Pour les articles homonymes, voir Théodoric.
Théodoric le Grand ou Théodoric l'Amales (en latin : Flāvius Theodoricus, en grec : Θευδερίχος), né vers 455 et mort le 30 août 526 à Ravenne, est un roi des Ostrogoths et possiblement empereur (Princeps) d'Occident.
Envoyé en 488 en Italie par l'empereur byzantin Zénon pour destituer Odoacre qu'il tue de ses propres mains, Théodoric y fonde un royaume autonome tout en maintenant le système administratif romain, ouvrant pour la péninsule une période de paix d'une trentaine d'années. Après le siège d'Arles qui s'achève en 508, il prend le contrôle de la Gaule du sud et, devenu tuteur du jeune roi wisigoth Amalaric, il gouverne l'Espagne wisigothique jusqu'en 526, régnant de fait sur un grand royaume wisigo-ostrogothique.
La recherche moderne tend à montrer que plutôt qu'un royaume ostrogothique, Théodoric possédait la dignité impériale et régnait en capacité de Princeps sur une Res Publica d'Occident restaurée, fait reconnu par la cour impériale orientale sous Anastase Ier, avant d'être révoqué après la mort de Théodoric par Justinien lors de la guerre des Goths.

## Biographie

### Sa famille

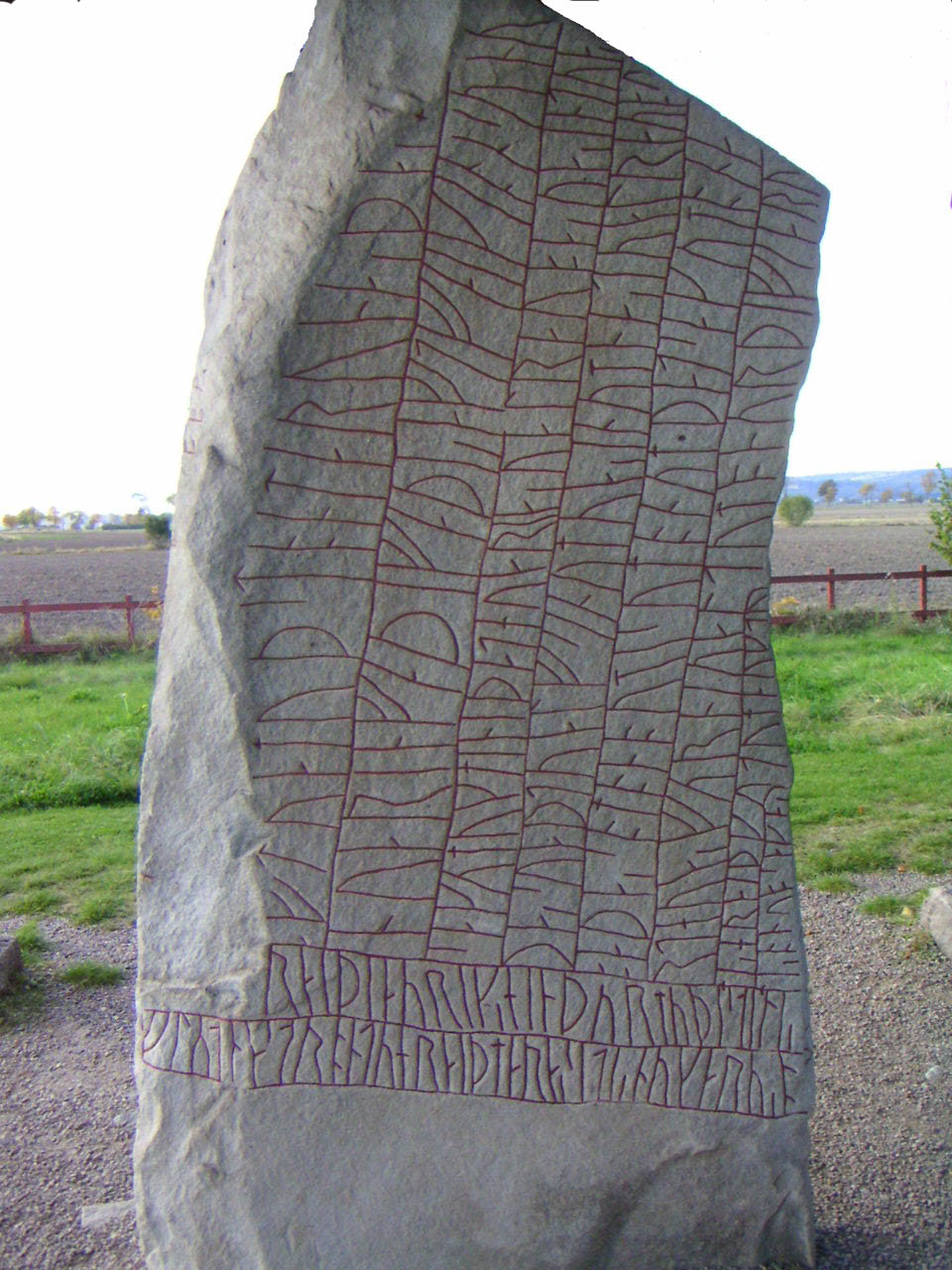
La pierre de Rök nous parle de Théodoric chef des guerriers de la mer, de sa famille et de son peuple.

Théodoric, membre de la dynastie des Amales, est le fils de Thiudimir qui avait pour frère aîné Valamir et pour frère cadet Vidimir. Tous trois étaient fils de Vandalarius (es) et cousins du roi Thorismond. Thiudimir règne conjointement avec ses deux frères et s'affirme comme un fidèle vassal d'Attila, roi des Huns.
Valamir participe aux opérations menées par les Huns, ainsi en 447 lors des raids d'Attila dans les provinces du Danube ou en 451 lors de la bataille des champs Catalauniques, durant laquelle il exerce le commandement de ses troupes. Après la mort d'Attila en 453, Valamir s'affirme comme le chef des Goths installés en Pannonie. Il mène ainsi la lutte contre les Huns affaiblis, en 456 et 457. Lors de cette guerre, il met en déroute les fils d'Attila, à la bataille de la Nedao,.

### Jeunesse

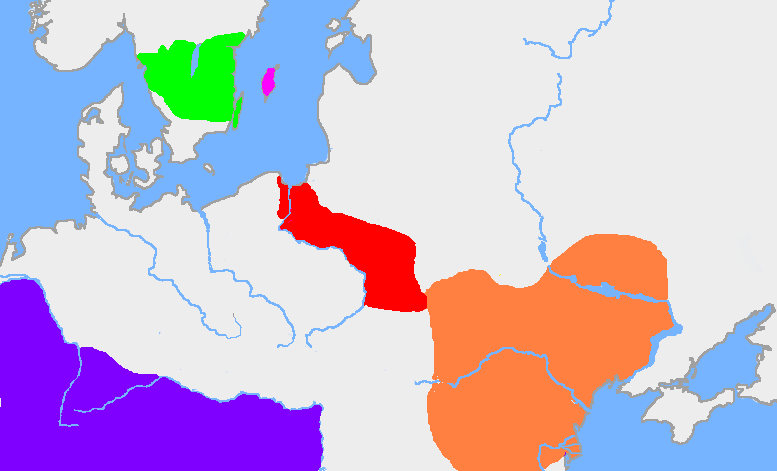
En vert, l'origine, le Götaland et en rose l'île de Gotland. Le rouge correspond à la zone d'extension de la culture de Wielbark en Pologne au IIIe siècle et l'orange à celle de culture de Tcherniakov. En violet, l'Empire romain.

Né vers 455 sur les bords du lac de Neusiedl près de Carnuntum en Pannonie, le fils de Thiudimir et d'Ereuleva, encore enfant, est envoyé à Constantinople et sert d'otage pendant neuf ans, en garantie du traité conclu par son père avec l'Empire byzantin. Élevé comme un Romain pendant 10 ans, bien traité par les empereurs Léon Ier et Zénon, il apprend beaucoup sur le gouvernement et la conduite militaire d’un empire (Aspar aurait été son professeur). « Les premières années de Théodoric rappellent le nourrisson des forêts, l'habitant nomade des basternes plutôt que le fils des rois. Point d'autre pompe autour de lui que l'attirail du camp de son père Thiumidir ; point d'autre cortège que sa mère Ereuleva qui, par sa tendresse vigilante et ses mœurs simples, prépara ou même hâta le développement de son heureuse constitution ». En 471, pour contrebalancer le pouvoir de Théodoric Strabon sur l'empire d'Orient, l'empereur byzantin Léon Ier renvoie à son père Théodoric, âgé de 18 ans.
Théodoric reconquiert pour le compte de l'empire d'Orient la Mésie en combattant le chef sarmate Babaï qui a traversé le Danube et pris Singidunum. À l'insu de son père, il rassemble 6 000 volontaires, rejoint Babaï, le vainc, le tue et reprend Singidunum. Couvert de gloire, il rentre auprès de son père avec l'intention de rendre la Mésie à l'empire, mais son père récupère cette terre et l'empereur s'en accommode, préférant l'amitié de ce puissant roi. Il devient magister militum en 483 et consul l'année suivante.

### La soumission de l'Italie
Âgé d'une trentaine d'années, Théodoric est alors envoyé en Italie par l'empereur byzantin Zénon pour destituer Odoacre, roi des Skires (Hérules ?), qui, ayant renversé le dernier dépositaire de la charge impériale en Occident en 476, s'affirme comme représentant de l'empereur byzantin, mais de plus en plus remuant. Frédéric, roi des Ruges, se réfugie en Mésie où il incite le roi à se poser en adversaire d'Odoacre. La campagne de Théodoric commence en 488 : l'empereur Zénon concède l'Italie à Théodoric par un brevet solennel.
Les Ostrogoths battent les Gépides, envahissent la Pannonie et pénètrent en Italie du Nord. Les deux armées se rencontrent sur le fleuve Isonzo et Odoacre, vaincu, se réfugie à Vérone puis à Ravenne. Théodoric marche sur Milan où le maître des soldats d'Odoacre, Tufa, se livre avec une partie de son armée. En 493, Théodoric occupe l'Italie du Nord avec Milan et Pavie, mais Odoacre contre-attaque avec l'aide de Frédéric, roi des Ruges. Tufa, envoyé se battre contre Odoacre, livre les comtes ostrogoths de son armée à Odoacre à Faenza. Théodoric, enfermé dans Pavie, réussit à se libérer de ce siège et fait pendant trois ans le siège de Ravenne où s'est réfugié Odoacre. Il envoie en ambassade le chef du sénat Festus à l'empereur Zénon en espérant recevoir son accord pour être proclamé roi. À la fin du siège, il prend en otage Thélanès, fils d'Odoacre, avant d'entrer dans Ravenne. Il tue lui-même Odoacre ainsi que tous les membres de son armée et leur famille, lors d'un banquet, dix jours après la fin du siège,.
L'ambassade de Festus revient après l'annonce de la mort de Zénon — remplacé par Anastase — et les Goths confirment Théodoric comme leur roi sans l'accord du nouvel empereur.

### Roi des Ostrogoths en Italie

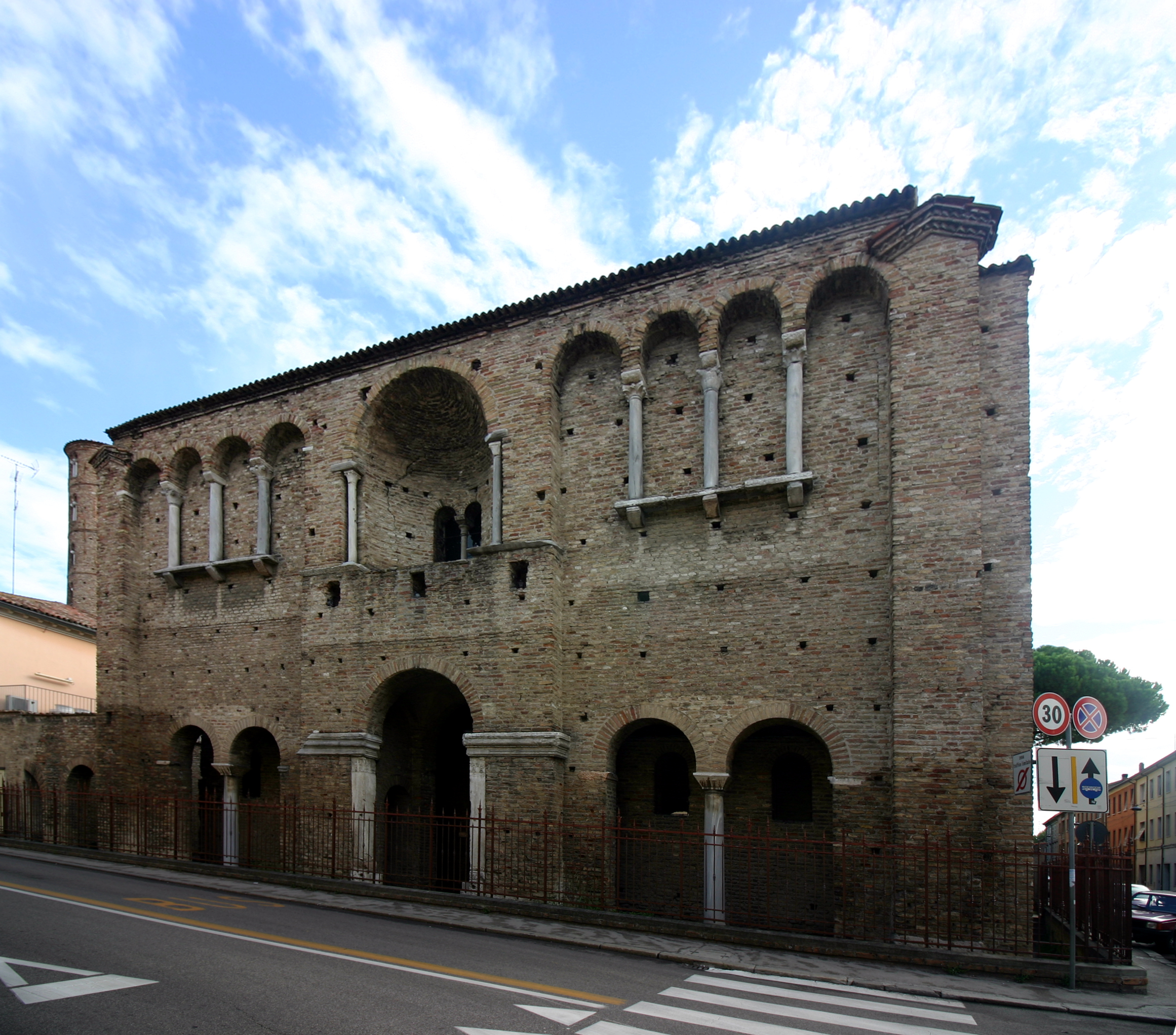
Le palais de Théodoric, à Ravenne.

Théodoric fonde un royaume autonome, accordant néanmoins aux Romains la possibilité d'être soumis aux lois et juridictions romaines, tandis que les Goths conservent leurs propres coutumes. L'empereur Anastase Ier le reconnaît comme maître des soldats, investi du gouvernement de l'Italie, mais Théodoric ne veut pas porter le titre de patrice ni celui de maître des soldats. Cependant il porte la pourpre et le diadème, se fait appeler « très glorieux » et est parfois désigné comme Auguste,. Il fait frapper des monnaies aux effigies de l'empereur d'Orient. De rares médailles le représentent avec le titre de « prince ».
Sur le plan intérieur, Théodoric respecte l'héritage romain et maintient le système administratif romain. Il organise même ses troupes sur un modèle hiérarchique inspiré de l'administration civile. En 500, il visite Rome pendant six mois et se montre bienveillant envers les Romains : il fête ses trente ans de règne (tricennalia) à l'imitation des commémorations impériales, par un triomphe et une distribution exceptionnelle de blé ; il se rend au Sénat, s'adresse au peuple et promet de protéger la civilisation romaine. Il confère le titre de patrice au préfet du prétoire Libérius et donne son poste à Théodorus, fils de Basilius. Il fait décapiter le comte Odoin à l'origine d'une conspiration contre lui.
Théodoric mène une politique extérieure ambitieuse. Il noue des alliances matrimoniales avec tout le monde barbare. Il épouse la sœur de Clovis, Audoflède, en 492. Alaric II, roi des Wisigoths, épouse une de ses filles, Téodegonde Amalasunta des Amales, tandis qu'Ostrogotho Areagni, autre fille, épouse Sigismond, roi des Burgondes. En 500, il donne sa sœur Amalafride au roi des Vandales Thrasamund, lors de son voyage à Rome.
Ayant reçu au cours de son éducation le goût des lettres et arts, il veut revivifier la culture antique. Ennode de Pavie est le poète officiel de sa cour. Le philosophe Boèce entre en 507 au conseil de Théodoric. Il devient consul en 510 et est bientôt la figure la plus en vue du Sénat romain. En 522, il prononce un éloge du souverain.

### Un royaume pacifié puis divisé par la religion
Si Théodoric est de confession arienne, il se montre tolérant et équitable à l'égard des autres groupes ethniques ou communautés religieuses. Dans son Édit législatif de 512 - qui ne trahit pas le Code théodosien -, la clause 143 garantit aux Juifs la liberté de leur juridiction interne. Même s'il les considèrent dans l'erreur, il prend leur défense quand eux ou leurs synagogues sont attaqués, en posant en principe que « la religion ne s'impose pas, que personne ne doit être forcé à croire malgré lui »,.
Jusque dans les années 520, il s'avère également tolérant envers les chrétiens nicéens. Il entretient de bonnes relations avec l'épiscopat romain, sur lequel il s'appuie pour maintenir la stabilité de la péninsule, et fait preuve d'une certaine déférence à l'égard du pape, du fait de son lien avec l'Empire romain. Cependant, Théodoric met en place une stricte séparation entre les Goths ariens et les Romains nicéens. Les mariages entre les deux populations sont interdits et les Goths reçoivent des cantonnements militaires aux frontières.
Théoriquement, le roi ostrogoth n'intervient pas dans l'élection du pape mais, depuis que le pape Simplice a confié en 483 la désignation de son successeur à un groupe restreint de sénateurs et de clercs, présidé par le préfet du prétoire, le roi joue le rôle d'arbitre en cas de conflit. C'est ce qui advient en 498 quand éclate le schisme laurentien. Deux candidats sont désignés pour succéder à Anastase II : l'un, le diacre Symmaque, est acclamé par le parti intransigeant qui refuse les négociations pour mettre un terme au schisme acacien, l'autre, le prêtre Laurent, appartient au parti du rapprochement avec Constantinople. Théodoric convoque Symmaque et Laurent à Ravenne et confirme l'élection du premier.
Mais le schisme laurentien ne prend pas fin à cette date. Les partisans de Laurent lancent une campagne de calomnies contre Symmaque, l'accusant de vivre avec des femmes et d'être corrompu. Théodoric intervient à nouveau, de façon plus autoritaire encore : il convoque le pape en 501 pour qu'il s'explique et, comme Symmaque craint un piège et ne se présente pas devant le roi, celui-ci nomme un administrateur pour remplacer le pape et convoque un concile pour le juger. Néanmoins, le 23 octobre 501, les évêques du concile se déclarent incapables de juger le pape et Symmaque est rétabli. Son adversaire Laurent perd le soutien de Théodoric en 507 et il n'est plus contesté.
La mise sous tutelle de la papauté par Théodoric ne prend pas fin après la résolution du schisme. Il envoie le pape Jean Ier, accompagné de nombreux évêques, en mission à Constantinople auprès de l'empereur Justin pour que soient restituées les églises qui avaient été confisquées aux ariens. Justin refuse et, pour punir l'échec de la mission, Théodoric jette le pape en prison et le laisse mourir de faim. En 526, il impose Félix IV à la succession de Jean Ier.
L'avènement de l'empereur Justin Ier en 518 constitue d'ailleurs un tournant dans la politique religieuse de Théodoric puisqu'il aboutit à la persécution des Juifs et des chrétiens nicéens,. Le roi craint en effet que ces derniers le trahissent au profit de l'empereur de Constantinople, qui défend vigoureusement les canons du concile de Chalcédoine. C'est pourquoi, vers 523–525, il fait arrêter plusieurs sénateurs soupçonnés d'entretenir des liens avec Constantinople, dont Boèce qui avait ouvertement défendu le sénateur Albinus, accusé d'avoir adressé à l'empereur Justin un écrit dénigrant le règne de Théodoric, et son beau-père Symmaque. Boèce, Albinius et Symmaque sont exécutés.

### De brillants succès militaires

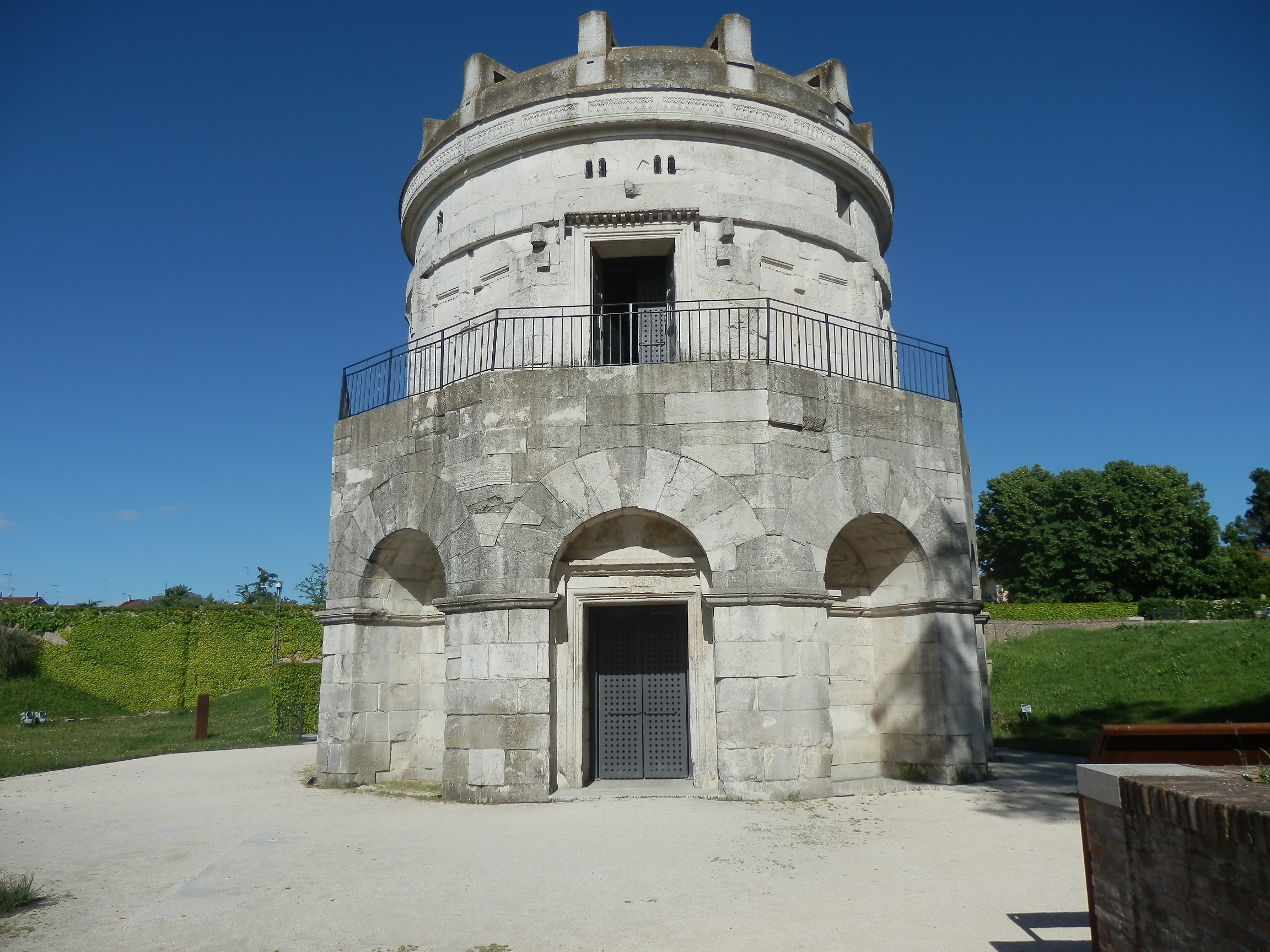
Le mausolée de Théodoric, à Ravenne.

En 504, il envoie le comte Pitzia contre les Gépides du roi Thrasaric qui conquiert la Pannonie et la Dalmatie avec Sirmium. Théodoric conquiert aussi le Norique face aux Bavarois et, après la victoire de Clovis sur les Alamans, intervient pour l'arrêter et place la Rhétie sous sa protection.
En 507, Alaric II, roi des Wisigoths, est tué par Clovis pendant la bataille de Vouillé. Théodoric devient le tuteur du jeune roi wisigoth Amalaric, petit-fils d'Alaric, alors âgé de six ans. Théodoric gouverne en son nom l'Espagne wisigothique jusqu'en 526, en plaçant le gouverneur ostrogoth Theudis à ses côtés.
Il contient les ambitions franques, défendant les Wisigoths, notamment lors du siège d'Arles en 507 et 508, et il prend le contrôle de la Provence, puis du Languedoc et du Roussillon. En 524, il participe au premier partage du royaume des Burgondes.
Théodoric meurt de dysenterie en 526. Il laisse derrière lui le souvenir de trente ans de paix pour l'Italie, événement heureux qui ne se répétera pas avant des siècles. Il est enterré à Ravenne, où son tombeau constitue l'un des plus intéressants monuments de la ville (il est couvert d'une énorme coupole monolithe). Après lui, sa fille Amalasonte devient régente pour son petit-fils Athalaric.

## Théodoric fut-il empereur? Témoignages contemporains

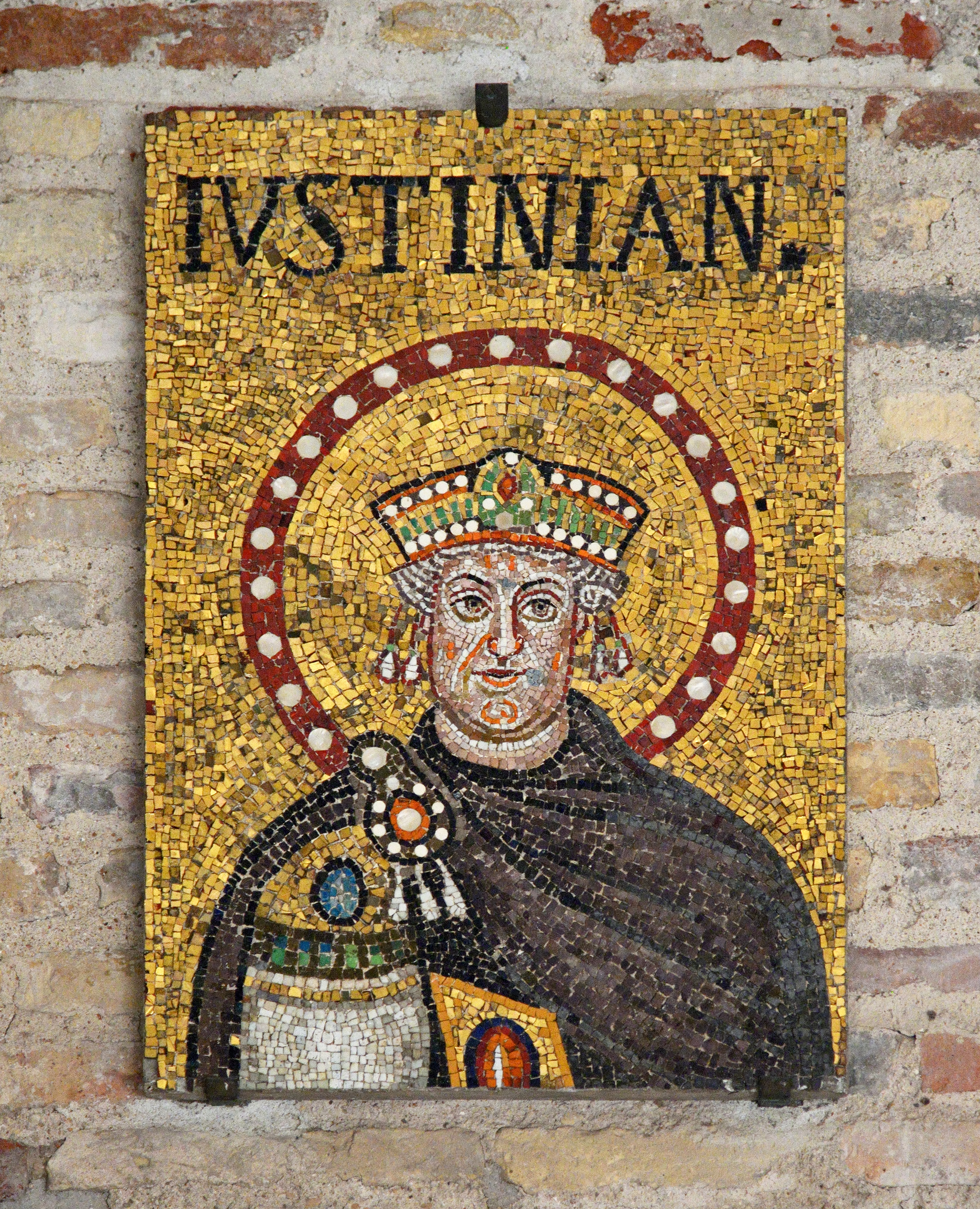
Probable portrait de Théodoric en habits impériaux, faussement attribué à Justinien Ier au XIXe siècle, dans la Basilique Saint-Apollinaire-le-Neuf.

L'historien et chroniqueur byzantin Procope de Césarée, qui accompagna pourtant le général Bélisaire lors des guerres contre les Goths, en fait un éloge univoque qui montre probablement la considération dont il jouissait aux yeux de ses sujets italiens : « Il commanda seul sur les Italiens et sur les Goths avec une puissance absolue. Il ne prit néanmoins ni le nom, ni l'habit d'empereur des Romains ; il se contenta de la qualité de roi qui est celle que portent les capitaines des Barbares. Il faut pourtant avouer qu'il a gouverné ses sujets avec toutes les vertus qui sont dignes d'un grand empereur. Il a maintenu la justice, il a établi de bonnes lois, il a défendu son pays de l'invasion de ses voisins, et a donné toutes les preuves d'une prudence et d'une valeur extraordinaire. Il n'a fait aucune injustice à ses sujets ni permis que l'on leur en fît, si ce n'est qu'il a souffert que les Goths aient partagé entre eux les terres, qui avaient été distribuées par Odoacre à ceux qui suivaient son parti. Enfin, quoique Théodoric n'eût que le titre de roi, il ne laissa pas d'arriver à la gloire des plus illustres empereurs qui aient jamais monté sur le trône des Césars. Il fut également chéri par les Goths et par les Romains, ce qui n'arrive pas d'ordinaire parmi les hommes, qui ont coutume de n'approuver dans le gouvernement de l'État que ce qui est conforme à leurs intérêts, et qui condamnent tout ce qui y est contraire. Après avoir régné trente-sept ans, et s'être rendu formidable à ses ennemis, il mourut de cette manière ».
Ce témoigne laisse donc peu de doute sur la nature du règne de Théodoric. S'il en avait toutes les qualités, le souverain Ostrogoth ne prit pas la pourpre impériale et resta un roi barbare. Ce témoignage doit cependant être pris avec précaution pour plusieurs raisons. Rédigé au moins 20 ans après la mort de Théodoric, il est l'œuvre d'un aristocrate d'Anatolie n'ayant jamais vécu en Italie et travaillant au service d'un empereur livrant une guerre rude, longue et destructrice contre ces mêmes Goths. Aussi, l'impartialité de son témoignage est sujette à caution.
Pour se faire une opinion plus précise, il convient de s'intéresser à des sources italiennes contemporaines de Théodoric. Ces sources, à savoir la Vita beatissimi viri Epiphani episcopi Ticinensis ecclesiae d'Ennode de Pavie, les Variae et Laudes de Cassiodore ainsi que la Pars Posterior de l'Anonymus Valesianus éclairent cette réalité sous un jour différent.
Selon Jonathan J. Arnold, il ressort de ces différents textes l'idée commune que Théodoric était en effet empereur d'Occident, bien que certains ajustements aient été nécessaires pour que cette réalité soit acceptée tant en Italie qu'au sein de l'Empire d'Orient.
De manière habituelle, dans les ambassades échangées entre Théodoric et l'Orient, Théodoric est dit régner sur sa Res Publica calquée sur celle d'Orient. Le seul paradigme qui permette l'existence d'une seconde Res Publica reconnue par Constantinople est la continuité de l'existence de l'Empire d'Occident. Théodoric prend néanmoins soin d'éviter d'autres appellations plus modernes de l'empire, telle Imperium ou Basileía, bien qu'au VIe siècle ces termes soient interchangeables. De manière similaire, Théodoric est à partir de 497 quasiment systématiquement titré Princeps, qui est littéralement la titulature originelle des premiers empereurs, avant qu'ils utilisent par la suite Imperator ou Augustus, ce qui établit clairement la vision de sa position en Italie.
Ce soin d'utiliser des titres considérés comme archaïques en Orient mais chargés d'histoire en Occident sert un double objet. D'un côté, il permet d'assurer et rassurer Constantinople quant à sa séniorité (mais pas sa supériorité) tandis que de l'autre, il offre enfin à l'aristocratie sénatoriale romaine un empereur qui revient aux racines républicaines du titre qui leur sont chères après un siècle de troubles, ce qui lui permet de soigner sa popularité à leur égard.
Cette réalité est attestée par d'autres éléments : la production, quoi que rare, de monnaies à l'effigie de Théodoric portant la mention de Princeps ou encore son utilisation des regalia impériales dans son apparence, utilisant la pourpre, le diadème et la broche de Romulus Augustule, renvoyés par Constantinople en 497. Il nomme également des consuls, pouvoir impérial par excellence, qui sont reconnus en Orient, et s'abstient de créer un recueil de lois pour les Ostrogoths (comme ont pu le faire les Francs, les Wisigoths ou les Burgondes) en leur imposant au contraire d'abandonner leurs coutumes et de suivre la loi romaine et en enjoignant l'aristocratie romaine, habituée à la contourner, à faire de même. De même, son encouragement de l'évergétisme et ses grands travaux d'urbanisme visant à restaurer et reconstruire la grandeur des bâtiments antiques romains consacre cette image de champion de la virtus dans son acceptation la plus traditionnelle.
Mais c'est la carrière même de Théodoric qui rend le personnage acceptable pour les deux aristocraties. Bien que né barbare, il a été élevé dans la plus pure tradition romaine de civilitas de ses 8 à 18 ans à Constantinople. Il a par ailleurs accompli une carrière administrative et militaire complète au service de l'Empire d'Orient avant de prendre la route de Rome en 488, carrière qui culminera par l'obtention du consulat en 484. Cet ultime honneur civique le fait entrer dans la noblesse sénatoriale romaine en sus de la noblesse goth. Dès lors, il n'est guère perçu différemment en Italie des empereurs Anthémius ou Julius Nepos, comme lui dépêchés en Occident afin de relever sa fortune. Mais à leur différence, ses talents militaires et sa volonté farouche de se concilier l'aristocratie romaine lui permettront d'être accepté, et même loué comme l'instigateur d'un nouvel âge d'or puisque la reconquête de l'Illyrie, de la Gaule Narbonnaise et la subjugation de l'Espagne wisigothique rendent à l'Italie une assise territoriale digne de ce nom. À la veille de sa mort, en 526, Théodoric planifie même une invasion de l'Afrique vandale, comme ses homologues Majorien et Anthémius en leur temps.
Cette concorde est particulièrement vraie pendant la première partie du règne de Théodoric, pendant qu'Anastase Ier occupe le trône d'Orient. Dès l'arrivée au pouvoir en 519 de Justin Ier, les relations se tendent imperceptiblement sous l'effet de l'ambition de celui qui œuvre déjà dans l'ombre de son oncle, Justinien. Ces tensions qui mèneront à l'exécution de Boèce, toutefois, sont comprises en Italie comme résultant de l'ambition orientale à l'image des tensions qui ont déjà pu se produire entre les différentes pars impériales aux IVe et Ve siècles, et ça n'est qu'à partir de la mort de l'héritier de Théodoric, son petit-fils Athalaric et l'exécution d'Amalasonte que les relations sont définitivement rompues et que commence la guerre des Goths. C'est dans ce cadre que Justinien décide de révoquer la légitimité impériale de Théodoric et de réduire de statut de sa Res Publica au même niveau que les autres royautés barbares.
Il apparaît néanmoins que ce déclassement est une sorte de modificatio memoriae servant un but de propagande et ne correspond pas à la réalité de l'époque. Ainsi, l'Empire d'Occident a survécu près de 60 ans de plus que la date de sa chute traditionnelle en 476, et c'est la reconquête justinienne qui signera la destruction des structures sociales, institutionnelles, économiques, militaires et juridiques de l'Italie et de l'Empire d'Occident, pour laisser ensuite libre cours aux Lombards qui parachèveront son anéantissement moins de 15 ans après la fin de cette reconquête.

## Mariages et descendance

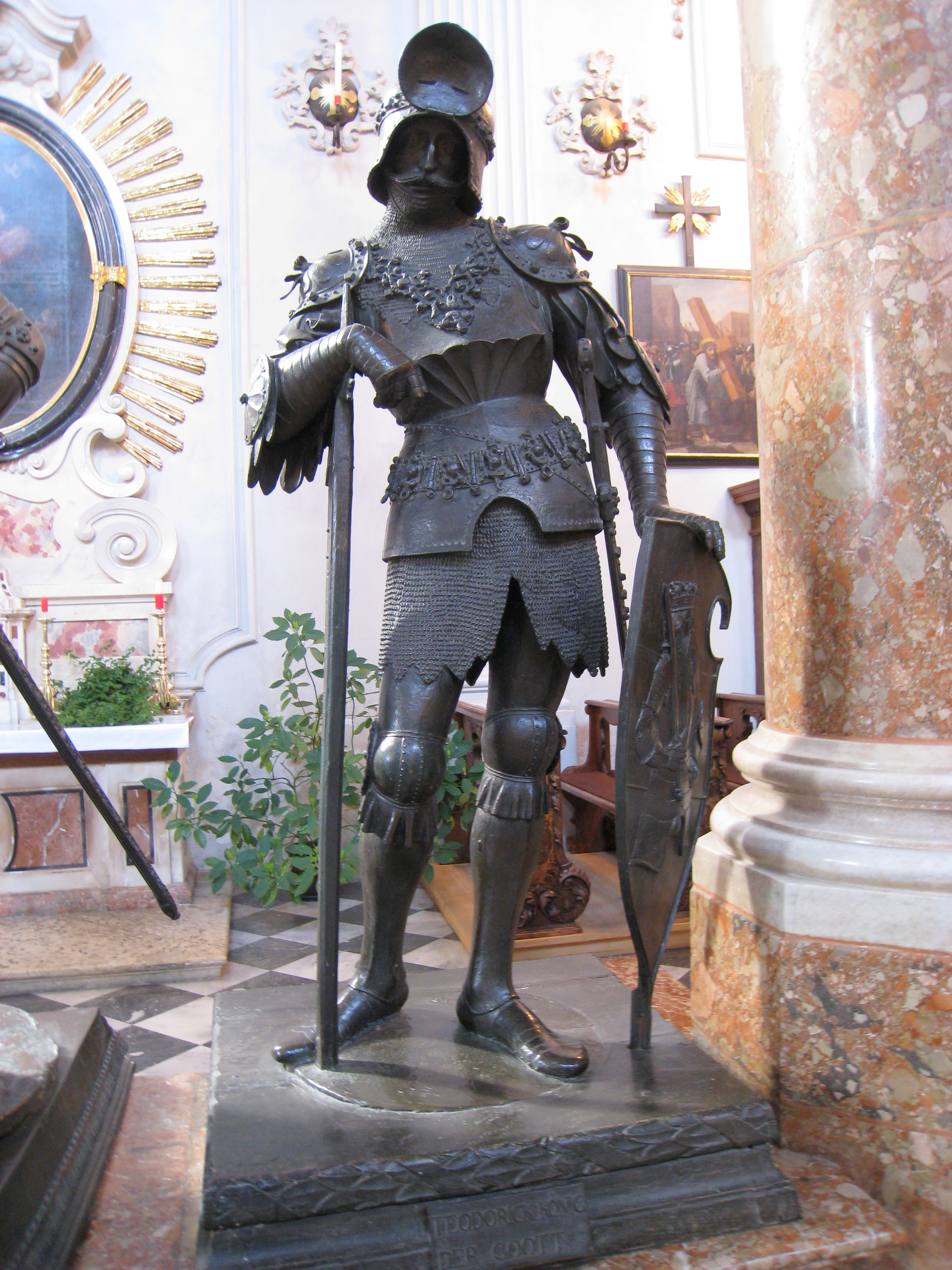
Statue de Théodoric à Innsbruck.

Théodoric a tout d'abord comme concubine N. de Mésie, née en 463, qui est peut-être l'une des petites-filles d'Attila, d'où :
- Ostrogotho Areagni (475–520)[33],[34],[35]. Mariée à Sigismond, fils de Gondebaud, sanctifié par l'Église catholique romaine, roi des Burgondes ;
- Téodegonde Amalasunta (476–524)[36], mariée à Alaric II, roi wisigoth d'Hispanie de 484 à 507.

Veuf, Théodoric se remarie avec Audofleda (469–535), fille de Childéric Ier, sœur de Clovis Ier vers 493. Ils sont les parents de :
- Amalasonte (494–535)[37] qui épouse le prince amale Eutharic. Ce prince meurt bientôt, laissant un jeune fils nommé Athalaric, dont Théodoric fait son héritier. Amalasonte, jeune veuve depuis 522/523, gouverne pendant la minorité d'Athalaric (à partir de 526), et se remarie avec Théodat, qui, l'année suivante, la fait étrangler sur une île du lac de Bolsena.

Avec une certaine Theodora, Théodoric a une fille :
- Theodora, née en 505[38].

## Dans les mythes germaniques
Théodoric le Grand est une figure légendaire dans la mythologie germanique, connu sous le nom de Dietrich de Berne (Bern est le nom en haut-allemand médiéval de la ville de Vérone où il avait une de ses résidences). Roi légendaire de Vérone, ses premiers exploits sont rapportés dès le IXe siècle dans la Geste d'Hildebrand (Hildebrandlied vers 830).
Le cycle de Dietrich ou Dietrichsage est écrit en haut-allemand. Il comprend deux groupes de textes : des épopées historiques comme Alpharts Tod, Dietrichs Flucht ou Ornit, et des épopées d'aventures surnaturelles comme Dietrich und Fasold ou Sigenot. Dietrich apparaît également dans le Nibelungenlied, où il combat Siegfried trois jours durant, et dans la saga scandinave Thidreksaga, où Dietrich rassemble une dizaine de chevaliers et accomplit de nombreux exploits grâce à son cheval Falke, et ses épées Nagelring, puis Eckenlied. Dietrich, exilé par son oncle, se réfugie chez Attila. Lors de son bannissement, Dietrich est suivi par le fidèle Hildebrand, son maître d'armes. Après un long exil et de nombreuses aventures, Dietrich revient chez lui et retrouve son royaume.

## Dans la littérature contemporaine
Jean d'Ormesson écrit en 1990 une Histoire du Juif errant, dans laquelle le héros rencontre Odoacre puis Théodoric et tente de les faire pacifier jusqu'au massacre de Ravenne.